# 沃爾瑟姆斯托 (英國國會選區)

選區在大倫敦的位置

沃爾瑟姆斯托（英語：Walthamstow），英國國會一自治市選區，包括大倫敦中部沃爾瑟姆福里斯特區中部的八個地方選區。
始設於1885年，時為郡選區，1918年被撤。1974年恢復，此後多數時間支持工黨。2010年大選中工黨的斯特拉·克雷西以51.8%選票成功當選，繼承了尼爾·傑拉德留下的議席。